# Municipio de Cedar (condado de Van Buren)
El municipio de Cedar (en inglés: Cedar Township) es un municipio ubicado en el condado de Van Buren en el estado estadounidense de Iowa. En el año 2010 tenía una población de 362 habitantes y una densidad poblacional de 3,85 personas por km².

## Geografía
El municipio de Cedar se encuentra ubicado en las coordenadas 40°50′59″N 91°47′8″O / 40.84972, -91.78556. Según la Oficina del Censo de los Estados Unidos, el municipio tiene una superficie total de 94.01 km², de la cual 93,98 km² corresponden a tierra firme y (0,03 %) 0,03 km² es agua.

## Demografía
Según el censo de 2010, había 362 personas residiendo en el municipio de Cedar. La densidad de población era de 3,85 hab./km². De los 362 habitantes, el municipio de Cedar estaba compuesto por el 98,9 % blancos, el 0,28 % eran amerindios, el 0,55 % eran asiáticos y el 0,28 % eran de una mezcla de razas. Del total de la población el 0 % eran hispanos o latinos de cualquier raza.